# Forcipomyia nudocola
Forcipomyia nudocola är en tvåvingeart som först beskrevs av Tokunaga 1973.  Forcipomyia nudocola ingår i släktet Forcipomyia och familjen svidknott. Inga underarter finns listade i Catalogue of Life.